# Бриссенден, Боб
Пример использования
Боб Бриссенден (англ. Robert Francis Brissenden) — австралийский поэт, прозаик, критик и учёный.

## Биография
Бриссенден родился 13 марта 1928 года в Уэнтвортвилле, Сидней, в семье школьного учителя Артура Пирси Бриссендена и Нелли Энни (урождённой Роджерс). После обучения в средних школах Боурал и Коуры Бриссенден получил стипендию в колледже Святого Андрея Сиднейского университета, который он окончил со степенью бакалавра гуманитарных наук с отличием и степенью магистра гуманитарных наук.
В 1953 году он был доцентом Канберрского университетского колледжа под руководством А.Д. Хоупа и получил грант Британского совета на обучение в Университете Лидса, где в 1956 году получил докторскую степень. В 1959 году он женился на политологе Розмари Лорне Гроувс.
Бриссенден вернулся в качестве преподавателя английского языка в Канберрский университетский колледж, который в 1960 году был объединён с Австралийским национальным университетом. В Австралийском национальном университете Бриссенден был первым заместителем декана факультета искусств и оставался лектором и ридером до 1985 года.
Он был заместителем редактора литературного журнала Meanjin с 1959 по 1964 год и литературным редактором The Australian с 1964 по 1965 год.
В 1982 году Бриссенден был назначен кавалером Ордена Австралии за заслуги перед литературой.
Бриссенден умер в Королевской больнице Канберры от осложнений, вызванных болезнью Паркинсона, 7 апреля 1991 года и был похоронен на кладбище Тарва-Роуд-Лоун в Куинбиане.

### Поэзия
- Gift of the Forest (1982)
- Winter Matins (1971)
- Elegies (1974)
- Building a Terrace (1975)
- The Whale in Darkness (1980)
- Gough and Johnny Were Lovers: Songs and Light Verse Celebrating Wine, Friendship and Political Scandal (1984)
- Sacred Sites (1990)
- Suddenly Evening (1993)

### Проза
- Poor Boy (1987) Allen & Unwin[8]
- Wildcat (1991) Allen & Unwin[9]

### Критика
- Samuel Richardson (1958)
- Patrick White (1964)
- Virtue in Distress: Studies in the Novel of Sentiment from Richardson to Sade (1974)
- A Fire-talented Tongue: Some Notes on the Poetry of Gwen Harwood (1978)
- New Currents in Australian Writing (1978)
- The Great Gatsby: A Critical Introduction (1987)